# Пагнатун
Пагнатун (арм. Պաղնատուն) — гавар провинции Цопк Великой Армении. На сегодняшний день территория исторического гавара Пагнатун находится в границах Турции.

## География
Пагнатун находится на юго-западе провинции Цопк. На западе Пагнатун граничит с гаваром Цопк-Шауни провинции Цопк, на севере − с гаваром Мндзур провинции Бардзр Айк, на северо-востоке − с гаваром Хордзеан провинции Цопк, на востоке − с гаваром Аштянк провинции Цопк, на юге− с гаваром Балаовит провинции Цопк. 
По территории Пагнатуна протекает река Пагин. 
Крупнейшими городами являются Паг, Мецкерт и Берри.
На востоке гавара находится гора Палу (арм. Պալու լեռ).
В Цопке-Шауни находятся крепости Пагин (арм. Պաղին) и Готарич (арм. Գոտառիճ).